# Indonesische Badmintonmeisterschaft 1956
Die Indonesische Badmintonmeisterschaft der Saison 1956/57 fand im September 1956 in Semarang statt. Titelverteidiger Eddy Yusuf unterlag im Halbfinale dem späteren Sieger Tan Joe Hok mit 5:15 und 5:15. Im Finale siegte Tan Joe Hok gegen Olich Solihin mit 15:7 und 15:9.

## Titelträger und Finalisten
| Disziplin    | Gold                         | Silber                        |
| ------------ | ---------------------------- | ----------------------------- |
| Herreneinzel | Tan Joe Hok                  | Olich Solihin                 |
| Dameneinzel  | Yang Weng Ching              | Ong Hong Nio                  |
| Herrendoppel | Gouw Soen Lok Gan Kay Hoe    | Tutang Djamaluddin Masduki    |
| Damendoppel  | Teng Koen Liong Tio Siam Tie | Corry Kawilarang S. Roring    |
| Mixed        | Tjioe Wie Hong Tio Siam Tie  | Njoo Kiem Bie Teng Koen Liong |